# Teorema de Eilenberg-Zilber
En matemáticas, específicamente en topología algebraica, el teorema de Eilenberg-Zilber es un resultado importante para establecer el vínculo entre los grupos de homología de un espacio de producto {\displaystyle X\times Y} y los de los espacios {\displaystyle X} y {\displaystyle Y}. El teorema apareció por primera vez en un artículo de 1953 en el American Journal of Mathematics de Samuel Eilenberg y Joseph A. Zilber. Una posible ruta hacia una demostración es el teorema del modelo acíclico.

## Declaración del teorema
El teorema se puede formular de la siguiente manera. Suponer {\displaystyle X} y {\displaystyle Y} son espacios topológicos, entonces tenemos los tres complejos de cadenas {\displaystyle C_{*}(X)}, {\displaystyle C_{*}(Y)}, y {\displaystyle C_{*}(X\times Y)}. (El argumento se aplica igualmente a los complejos de cadena simplicial o singular). También tenemos el complejo producto tensorial {\displaystyle C_{*}(X)\otimes C_{*}(Y)}, cuyo diferencial es, por definición,
{\displaystyle \partial _{C_{*}(X)\otimes C_{*}(Y)}(\sigma \otimes \tau )=\partial _{X}\sigma \otimes \tau +(-1)^{p}\sigma \otimes \partial _{Y}\tau }
para {\displaystyle \sigma \in C_{p}(X)} y {\displaystyle \partial _{X}}, {\displaystyle \partial _{Y}} los diferenciales en {\displaystyle C_{*}(X)}, {\displaystyle C_{*}(Y)}.
Entonces el teorema dice que tenemos aplicaciones en cadena
{\displaystyle F\colon C_{*}(X\times Y)\rightarrow C_{*}(X)\otimes C_{*}(Y),\quad G\colon C_{*}(X)\otimes C_{*}(Y)\rightarrow C_{*}(X\times Y)}
tal que {\displaystyle FG} es la identidad y {\displaystyle GF} es cadena homotópica a la identidad. Además, los mapas son naturales en {\displaystyle X} y {\displaystyle Y}. En consecuencia, los dos complejos deben tener la misma homología:
{\displaystyle H_{*}(C_{*}(X\times Y))\cong H_{*}(C_{*}(X)\otimes C_{*}(Y)).}

## Declaración en términos de mapas compuestos
El teorema original se demostró en términos de modelos acíclicos, pero Eilenberg y Mac Lane obtuvieron más provecho en una formulación que utiliza mapas explícitos. El mapa estándar {\displaystyle F} que producen se conoce tradicionalmente como el mapa de Alexander – Whitney y {\displaystyle G} el mapa Eilenberg – Zilber. Los mapas son naturales en ambos. {\displaystyle X} y {\displaystyle Y} e inversa hasta la homotopía: se tiene
{\displaystyle FG=\mathrm {id} _{C_{*}(X)\otimes C_{*}(Y)},\qquad GF-\mathrm {id} _{C_{*}(X\times Y)}=\partial _{C_{*}(X)\otimes C_{*}(Y)}H+H\partial _{C_{*}(X)\otimes C_{*}(Y)}}
para una homotopía {\displaystyle H} natural en ambos {\displaystyle X} y {\displaystyle Y} de modo que, además, cada uno de {\displaystyle HH}, {\displaystyle FH}, y {\displaystyle HG} es cero. Esto es lo que se conocería como dato de contracción o retracción de homotopía.

## El coproducto
El mapa diagonal {\displaystyle \Delta \colon X\to X\times X} induce un mapa de complejos de cocadenas {\displaystyle C_{*}(X)\to C_{*}(X\times X)} que, seguido por el Alexander – Whitney {\displaystyle F} produce un coproducto {\displaystyle C_{*}(X)\to C_{*}(X)\otimes C_{*}(X)} inducir el coproducto estándar en {\displaystyle H_{*}(X)} . Con respecto a estos coproductos en {\displaystyle X} y {\displaystyle Y}, el mapa
{\displaystyle H_{*}(X)\otimes H_{*}(Y)\to H_{*}{\big (}C_{*}(X)\otimes C_{*}(Y){\big )}\ {\overset {\sim }{\to }}\ H_{*}(X\times Y)},
También llamado mapa de Eilenberg – Zilber, se convierte en un mapa de carbongebras graduadas diferenciales. el compuesto {\displaystyle C_{*}(X)\to C_{*}(X)\otimes C_{*}(X)} En sí mismo no es un mapa de coalgebras.

## Declaración en cohomología
Los mapas de Alexander – Whitney y Eilenberg – Zilber se dualizan (sobre cualquier elección de anillo de coeficientes conmutativos). {\displaystyle k} con unidad) a un par de mapas
{\displaystyle G^{*}\colon C^{*}(X\times Y)\rightarrow {\big (}C_{*}(X)\otimes C_{*}(Y){\big )}^{*},\quad F^{*}\colon {\big (}C_{*}(X)\otimes C_{*}(Y){\big )}^{*}\rightarrow C^{*}(X\times Y)}
que también son equivalencias de homotopía, como lo atestiguan los duales de las ecuaciones anteriores, utilizando la homotopía dual {\displaystyle H^{*}} . El coproducto no se dualiza directamente, porque la dualización no se distribuye entre productos tensoriales de módulos generados infinitamente, pero hay una inyección natural de álgebras graduadas diferenciales. {\displaystyle i\colon C^{*}(X)\otimes C^{*}(Y)\to {\big (}C_{*}(X)\otimes C_{*}(Y){\big )}^{*}} dada por {\displaystyle \alpha \otimes \beta \mapsto (\sigma \otimes \tau \mapsto \alpha (\sigma )\beta (\tau ))}, el producto se toma en el anillo de coeficientes {\displaystyle k} . Este {\displaystyle i} induce un isomorfismo en cohomología, por lo que uno tiene el zig-zag de los mapas de álgebra graduados diferenciales
{\displaystyle C^{*}(X)\otimes C^{*}(X)\ {\overset {i}{\to }}\ {\big (}C_{*}(X)\otimes C_{*}(X){\big )}^{*}\ {\overset {G^{*}}{\leftarrow }}\ C^{*}(X\times X){\overset {C^{*}(\Delta )}{\to }}C^{*}(X)}
inducir un producto {\displaystyle \smile \colon H^{*}(X)\otimes H^{*}(X)\to H^{*}(X)} en cohomología, conocido como producto de taza, porque {\displaystyle H^{*}(i)} y {\displaystyle H^{*}(G)} son isomorfismos. Reemplazo {\displaystyle G^{*}} con {\displaystyle F^{*}} entonces todos los mapas van de la misma manera, se obtiene el producto de taza estándar en cocadenas, dado explícitamente por
{\displaystyle \alpha \otimes \beta \mapsto {\Big (}\sigma \mapsto (\alpha \otimes \beta )(F^{*}\Delta ^{*}\sigma )=\sum _{p=0}^{\dim \sigma }\alpha (\sigma |_{\Delta ^{[0,p]}})\cdot \beta (\sigma |_{\Delta ^{[p,\dim \sigma ]}}){\Big )}},
que, desde la evaluación de cochain {\displaystyle C^{p}(X)\otimes C_{q}(X)\to k} desaparece a menos que {\displaystyle p=q}, se reduce a la expresión más familiar.
Tenga en cuenta que si este mapa directo {\displaystyle C^{*}(X)\otimes C^{*}(X)\to C^{*}(X)} de complejos de cocadenas fueran de hecho un mapa de álgebras graduadas diferenciales, entonces el producto de copa haría {\displaystyle C^{*}(X)} un álgebra conmutativa graduada, que no lo es. Este hecho de que el mapa de Alexander – Whitney no sea un mapa de coalgebra es un ejemplo de la falta de disponibilidad de modelos conmutativos a nivel de cocadena para la cohomología en campos de características distintas de cero y, por lo tanto, es en cierto modo responsable de gran parte de la sutileza y complicación de la teoría de la homotopía estable.

## Generalizaciones
En el artículo siguiente de Andrew Tonks se ofrece una generalización importante para el caso no abeliano que utiliza complejos cruzados. Esto proporciona todos los detalles de un resultado sobre el espacio de clasificación (simplicial) de un complejo cruzado declarado, pero no probado en el artículo de Ronald Brown y Philip J. Higgins sobre la clasificación de espacios.

## Consecuencias
El teorema de Eilenberg-Zilber es un ingrediente clave para establecer el teorema de Künneth, que expresa los grupos de homología {\displaystyle H_{*}(X\times Y)} en términos de {\displaystyle H_{*}(X)} y {\displaystyle H_{*}(Y)}. A la luz del teorema de Eilenberg-Zilber, el contenido del teorema de Künneth consiste en analizar cómo se relaciona la homología del complejo tensorial producto con las homologías de los factores.